# Manuel Arteaga (kardynał)
Manuel Arteaga y Betancourt, (ur. 28 grudnia 1879 w Camagüey, zm. 20 marca 1963 w Hawanie) – kubański duchowny katolicki, kardynał, arcybiskup San Cristóbal de La Habana.

## Życiorys
Po ukończeniu seminarium duchownego w Caracas otrzymał święcenia kapłańskie 17 kwietnia 1904 roku z rąk Juan Bautista Castro, arcybiskupa Caracas. Po kilkuletniej pracy duszpasterskiej w Wenezueli powrócił do swojej rodzinnej diecezji. W 1915 roku został wikariuszem generalnym diecezji Hawana. 3 stycznia 1940 roku został wybrany wikariuszem kapitulnym archidiecezji Hawana. 28 grudnia 1941 roku został mianowany arcybiskupem San Cristobal de la Habana, sakrę biskupią otrzymał 24 lutego 1942 roku w katedrze San Cristobal de la Habana z rąk nuncjusza apostolskiego abp. Giorgio Caruana. Pius XII na konsystorzu 18 lutego 1946 roku wyniósł go do godności kardynalskiej i przydzielił kościół tytularny w Rzymie San Lorenzo in Lucina. Uczestnik konklawe w 1958 roku. Zmarł w Hawanie i pochowano go na cmentarzu Cristóbal Colón w Hawanie.